# Laiteries Réunies Société coopérative
Die Laiteries Réunies Société coopérative mit Sitz in Plan-les-Ouates ist ein Schweizer Milch- und Fleischwirtschaftskonzern.
Die Unternehmensgruppe umfasst insgesamt acht Tochtergesellschaften. Diese sind in die vier Tätigkeitsbereiche Milcherzeugnisse, Fleischerzeugnisse, Vertrieb und Logistik gegliedert. 2008 beschäftigte die damalige LRG Groupe insgesamt rund 550 Mitarbeiter und erwirtschaftete einen Umsatz von 325,2 Millionen Schweizer Franken.
Die Laiteries Réunies ist Teil des Verbandes der Milchproduzenten von Genf und Umgebung (LRG – Fédération des Laiteries Réunies de Genève; Mitglied der Schweizer Milchproduzenten). Dieser vereint im Kanton Genf, dem Waadtland und den angrenzenden Gebieten insgesamt 230 Produzenten.

## Tätigkeitsgebiet
Die Val d’Arve SA und die Nutrifrais SA bilden die Milchsparte. Diese sind auf die Herstellung neuer Weichkäsespezialitäten sowie auf die Reifung und Vermarktung des Greyerzer Käses bzw. auf die Herstellung von Joghurt, Desserts (u. a die Marke Tamtam) und Frischkäse spezialisiert.
Die aus der Del Maître SA und der Maître Boucher Sàrl bestehende Fleischsparte konzentriert sich auf die industrielle Fleischproduktion für den Detailhandel und die Nahrungsmittelindustrie.
Der Vertrieb von Käse, Milch- und Fleischprodukten sowie weiteren Lebensmitteln an die Gastronomie und den Detailhandel erfolgt über die drei Tochtergesellschaften Vivadis SA, W. Ottiger AG und Chäs Max GmbH.
Darüber hinaus ist die Laiteries Réunies mit der LRG Logistics SA im Transport- und Logistikwesen tätig. Kerngeschäft bildet hier der Kühltransport innerhalb der Schweiz, der rund 80 Prozent der Aktivitäten der LRG Logistics SA ausmacht.

## Geschichte
Die Laiteries Réunies geht auf die 1911 durch den Zusammenschluss von zwei genossenschaftlichen Milchzentralen in Carouge gegründete Laiteries Genevoises Réunies zurück. Diese wurde 1923 zur LRG Groupe SA nachdem das Einzugsgebiet über den Kanton Genf hinaus auf den Kanton Waadt ausgedehnt worden war. 1926 wurden die Aktivitäten auf die Charcuterieproduktion erweitert.
Ab der zweiten Hälfte der 1960er-Jahre begann die Gruppe ihre Aktivitäten weiter zu diversifizieren und die Produktion auf verschiedene Werke aufzuteilen. 1982 verlegte LRG den Unternehmenssitz nach Plan-les-Ouates. 1998 wurde die Unternehmensgruppe in einen Konzern umgewandelt mit der LRG Groupe SA als Konzernmutter. Damit verbunden war auch eine Fokussierung der einzelnen Tochtergesellschaften auf ihr Spezialgebiet. In der Folge expandierte das bislang stark in der Westschweiz verankerte Unternehmen unter anderem durch mehrere Übernahmen in die Deutschschweiz.
2009 wurden 60 Prozent der Nutrifrais SA an die Emmi AG verkauft, bevor der Anteil 2013 wieder zurückgekauft wurde.
Die Producteurs de lait des Laiteries Réunies LRG ist an der 2014 gegründeten Exportgesellschaft Lactofama beteiligt.
Am 12. Juli 2016 wurde die LRG Groupe SA durch Fusion gelöscht. Die Aktiven und Passiven gegenüber Dritten wurden gemäss Fusionsvertrag vom 18. Mai 2016 und Bilanz per 31. Dezember 2015 von der Laiteries Réunies Société coopérative übernommen.